# Església vella de Sant Romà de Sau
L'Església vella de Sant Romà de Sau es una església romànica del municipi de Vilanova de Sau, a la comarca d'Osona. És un monument protegit i inventariat dins el Patrimoni Arquitectònic Català

## Descripció
L'església d'estil romànic llombard està datada al segle xi i orientada de llevant a ponent. Està mig enrunada i es fa difícil distingir el cos de l'església primitiva de les edificacions posteriors annexes a ella. És de nau única, actualment sense absis i amb una gran arcada a la part de migdia. A la part de tramuntana s'hi adossa un esvelt campanar de tres pisos, al segon s'hi obren finestres geminades amb el capitell llis i arquets llombards i dents de serret al damunt, les finestres del tercer són d'arc de mig punt i és cobert a quatre vessants. Al mur de tramuntana es conserven arquets llombards damunt els quals canvia l'aparell constructiu que fins aquell punt era de pedra ben carejada i després és de còdols de riu. A ponent hi ha una finestra quadrada i tapiada. La volta està aterrada.

## Notícies històriques
Era l'antiga església parroquial de Sant Romà de Sau. Està situada sota els cingles de Tavertet i prop del modern club nàutic. Des de la construcció del pantà de Sau a la dècada de 1960 roman negada sota les aigües, però en èpoques de sequera surt a la superfície.
Fou consagrada l'any 1062 i pertany al romànic llombard. Es va veure molt afectada pel terratrèmol del segle XV i posteriorment fou reformada i ampliada, com es pot veure per la diferència d'aparell constructiu.
És construïda amb pedra i, malgrat les penúries que passa sota les aigües, encara es pot admirar la bellesa arquitectònica i la solidesa dels seus materials.
Al poble antic el 1955 Ignacio F. Iquino hi va rodar la major part de Camino cortado, i les imatges són un excepcional document gràfic del poble ja abandonat, abans de la inundació, encara amb totes les cases (amb vistes també dels seus interiors), els carrers, els camins, el pont romànic i els camps dels voltants.
L'any 2021, un estudi realitzat per l'organització Official World Record amb la col·laboració del Grup de Recerca de Didàctica del Patrimoni de la Universitat de Barcelona va determinar que la de Sant Romà de Sau és l'església submergida en un pantà i que es conserva dreta més antiga del món.